# Zalavas
Zalavas (em polonês/polaco:  Zułów) é uma aldeia na Lituânia, às margens do rio Mera, próxima de Švenčionys. É mais conhecida como o local de nascimento de Józef Piłsudski, Marechal  polonês e Chefe de Estado. 
A aldeia, então conhecida por seu antigo nome Mieciany, foi a primeira vez mencionada no século XVII como uma propriedade privada de Aleksander Wojna-Jasieniecki, um castelão de Nowogródek. Passou então para a família principesca Giedroyć e no século XVIII a aldeia foi comprada pela família Rurikid Ogiński, um dos notáveis clãs magnatas do Grão-Ducado da Lituânia. No século XIX a aldeia foi herdada pelos Michałowski. Como dote de Helena née Michałowska, ela passou a seu marido, Antoni Michałowicz, que então a deu como dote a sua filha, Maria. Em 1863, por ocasião de seu casamento com Józef Wincenty Piłsudski, a aldeia tornou-se propriedade da família Piłsudski. E foi lá que nasceram seus dois filhos, Bronisław Piłsudski ( 2 de novembro de 1866) e Józef Piłsudski (5 de dezembro de 1867). 
Em julho de 1874, o solar onde a família morava ardeu e eles se mudaram para Vilnius. Logo depois a família foi forçada a vender todas as suas propriedades em Samogitia (incluindo Zułów e 19 outras aldeias) para poder pagar as despesas legais e multas, de Bronisław, que estava envolvido em uma tentativa de assassinato do tsar Alexandre III da Rússia (junto com Aleksandr Ulyanov, irmão de Lenin). Em 1882 a aldeia foi comprada por Michał Ogiński, um herdeiro da família Ogiński que já tinha sido sua proprietária no século XVIII. Contudo, como a política de Russificação das antigas terras na República das Duas Nações proibia os poloneses de possuírem qualquer propriedade real, ele foi forçado a vendê-la a um comerciante russo de Riga chamado Klim. Este último vendeu a aldeia a um certo oficial imperial chamado Kuronosov, que dividiu a propriedade, vendeu a maior parte das florestas e foi forçado a abandonar a área em 1915, durante a Primeira Guerra Mundial. Os alemães ocuparam a área anos mais tarde e a maior parte das florestas que restavam foram derrubadas.
Depois da guerra, a região tornou-se parte da Polônia. Devido a propriedade ter sido abandonada pelo oficial russo em 1915, ela foi nacionalizada, limitado sua área em 65 hectares e anexada a uma base militar localizada nas vizinhanças. Em 1934 uma associação de veteranos da Guerra polaco-Bolshevik a comprou do exército e um comitê foi criado com a intenção de reconstruir o solar de Piłsudski, que havia se tornado o herói nacional da Polônia. O solar foi reconstruído e oficialmente aberto ao público como um museu em 10 de outubro de 1937. Contudo, ele foi destruído pelos soviéticos logo após a Guerra Defensiva Polonesa de 1939. Atualmente um carvalho sinaliza o local.